# Ritratto di Maria Antonietta con la rosa
Ritratto di Maria Antonietta con la rosa è il ritratto più famoso di Maria Antonietta, la più famosa regina di Francia, realizzato da Élisabeth Vigée Le Brun nel 1783. Si trova nella reggia di Versailles.